# Phanoxyla swinhoei
Phanoxyla swinhoei är en fjärilsart som beskrevs av Clark 1924. Phanoxyla swinhoei ingår i släktet Phanoxyla och familjen svärmare. Inga underarter finns listade i Catalogue of Life.